# 旗帜 (杂志)
《旗帜》是由中国共产党中央委员会中央和国家机关工作委员会主办的时政类月刊，原名《紫光阁》。

## 简介
《旗帜》的前身《紫光阁》创刊于1993年10月，刊名由江泽民题写。杂志发行覆盖了中央国家机关各部门及各省、市、县党政机关，被中宣部和原新闻出版总署列为“双效期刊”和重要党刊，并入围“2015全国数字阅读影响力期刊TOP100”。2018年，杂志被中华人民共和国国家新闻出版广电总局新闻报刊司评为2017年全国“百强报刊”。
自2010年起，杂志每年举办“紫光阁论坛”，就中国的发展问题进行研讨。
2018年，《紫光阁》原主管部门中共中央国家机关工作委员会被撤销。2019年1月，新成立的中共中央和国家机关工作委员会在原《紫光阁》杂志基础上创办《旗帜》杂志。

## 相关事件

### “紫光阁地沟油”
2018年1月，中国饶舌歌手PG One因在歌曲《圣诞夜》中涉嫌侮辱女性和教唆吸毒，引发舆论广泛批评，《紫光阁》杂志官方微博也发文抵制PG One。随后有网友贴出疑似PG One粉丝QQ群截图，图中显示有粉丝认为《紫光阁》是一家餐厅，还扬言雇佣水军在微博以食品安全问题为由攻击《紫光阁》、制造话题。结果众多反对PG One的网友反而抢先将“紫光阁地沟油”顶上热搜，所发表的言论多为讽刺PG One及其粉丝的言论；而《紫光阁》也对此幽默回应，称“只能躲在楼下食堂紫光阁饭店里瑟瑟发抖”，被网友称赞“坚持贯彻落实到群众中去”“与人民群众皮成一片”